# Hyphodiscaceae
Hyphodiscaceae is een grote familie van de Leotiomycetes, behorend tot de orde van Helotiales. Het typegeslacht is Hyphodiscus.

## Taxonomie
De familie Hyaloscyphaceae bestaat uit zeven geslachten:
- Cistellina
- Fuscolachnum
- Gamarada
- Glutinomyces
- Hyphodiscus
- Soosiella
- Scolecolachnum
- Venturiocistella